# Bacelo
Bacelo is een plaats (freguesia) in de Portugese gemeente Évora en telt 8297 inwoners (2001).